# Lista dei concorsi di bellezza
La seguente è una lista dei concorsi di bellezza svolti in tutto il mondo.

## Concorsi femminili

### Concorsi internazionali
- Miss Mondo
- Miss Grand International
- Miss Globe International
- World Miss University
- Miss Model of the World
- Miss Woman International

- Miss Universo
- Miss Intercontinental
- Miss Progress International
- Miss Tourism International
- Mrs. World
- Miss Asia Pacific International

- Miss International
- Miss Terra
- Miss Supranational
- Mrs. World
- Top Model of the World
- Miss Europe Continental

### Concorsi continentali e regionali
- Lega Araba
  - Miss Arab World
- Europa
  - Miss Europa (dal 1928)
  - Miss Europe Continental (dal 2013)
- America Latina
  - Reina Hispanoamericana (dal 1991)
  - Miss Continente Americano (dal 2006)

### Concorsi nazionali

#### Americhe
America del Nord
- Canada
  - Miss Canada
  - Miss Universo Canada
  - Miss Mondo Canada
  - Miss Terra Canada
- Messico
  - Señorita Mexico
  - Nuestra Belleza Mexico[1]
  - Miss Terra Mexico
- - Miss USA
  - Miss Teen USA
  - Miss America
  - Miss America's Outstanding Teen
  - Miss United States International

America centrale
- Belize
  - Miss Belize
- Costa Rica
  - Miss Costa Rica[2][3]
- El Salvador
  - Nuestra Belleza El Salvador
  - Reinado de El Salvador[4]
- Guatemala
  - Miss Guatemala[5]
- Honduras
  - Miss Honduras Belleza Nacional[6]
- Nicaragua
  - Miss Nicaragua[7]
- Panama
  - Señorita Panamá[8]

America del Sud
- Argentina
  - Miss Argentina Universo
  - Miss Mundo Argentina[9]
- Bolivia
  - Miss Bolivia[10]
- Brasile
  - Miss Brasile
- Cile
  - Miss Cile
  - Miss Mondo Cile
- Colombia
  - Señorita Colombia
  - Miss Mondo Colombia[11]
- Ecuador
  - Miss Ecuador
- Guyana francese
  - Miss Guyane[12]
- Guyana
  - Miss Guyana Universo[13]
  - Miss Guyana Mondo[14]
- Paraguay
  - Miss Universo Paraguay[15][16]
- Perù
  - Miss Perù
- Suriname
  - Miss Suriname[17]
- Uruguay
  - Miss Universo Uruguay
- Venezuela
  - Miss Venezuela[18]

Caraibi
- Anguilla
  - Miss Anguilla[19]
- Antigua e Barbuda
  - Miss Antigua e Barbuda
- Aruba
  - Miss Aruba[20]
- Bahamas
  - Miss Bahamas[21]
  - Miss Bahamas Beauty Organization[22]
- Barbados
  - Miss Barbados Universo
  - Miss Barbados Mondo[23]
- Bermuda
  - Miss Bermuda
- Bonaire
  - Miss Bonaire[24]
- Isole Vergini Britanniche
  - Miss Isole Vergini britanniche[25]
- Isole Cayman
  - Miss Isole Cayman[26]
- Curaçao
  - Miss Curaçao
- Rep. Dominicana
  - Miss Repubblica Dominicana Universo[27]
  - Miss Mondo Dominicana
  - Reina Nacional de Belleza[28]
  - Miss Rep. Dom. Terra[29]
- Grenada
  - Miss Grenada World
- Guadalupa
  - Miss Guadalupa[30]
- Giamaica
  - Miss Giamaica Universo
  - Miss Giamaica Mondo[31]
- Martinica
  - Miss Martinica[32]
  - Martinique Queens[33]
- Porto Rico
  - Miss Universo Puerto Rico
  - Miss Mundo de Puerto Rico
- Saint Vincent e Grenadine
  - Miss SVG[34]
- Trinidad e Tobago
  - Miss Trinidad and Tobago Universo
  - Miss Trinidad e Tobago Mondo
- Turks e Caicos
  - Miss Turks e Caicos[35]
- Isole Vergini Americane
  - Miss U.S. Virgin Islands Universe

#### Europa
- Albania
  - Miss Universo Albania
  - Miss Albania
  - Miss Shqipëria
- Andorra
  - Miss Andorra
- Armenia
  - Miss Armenia[36]
- Austria
  - Miss Austria[37]
- Azerbaigian
  - Мисс Азербайджан
- Bielorussia
  - Miss Bielorussia
- Belgio
  - Miss Belgio[38]
- Bosnia ed Erzegovina
  - Miss Bosnia ed Erzegovina[39]
- Bulgaria
  - Miss Bulgaria
- Croazia
  - Miss Universo Croazia
  - Miss Croazia
- Cipro
  - Miss Cipro
- Rep. Ceca
  - Česká Miss
  - Miss Repubblica Ceca
- Danimarca
  - Miss Danimarca[40]
- Estonia
  - Eesti Miss Estonia[41]
- Finlandia
  - Miss Suomi[42]
- Francia
  - Miss Francia
- Georgia
  - Miss Georgia
- Germania
  - Miss Universo Germania[43]
  - Miss Deutschland[44]
- Gibilterra
  - Miss Gibilterra[45]
- Grecia
  - Star Hellas
- Ungheria
  - Miss Universo Ungheria
  - Miss Balaton[46]
  - A Királynők[47]
- Islanda
  - Miss Islanda[48]
- Irlanda
  - Miss Universo Irlanda[49]
  - Miss Irlanda[50][51]
- Italia
  - Miss Universo Italia
  - Miss Italia
  - Miss Principessa d'Europa
  - La Bellissima D'Italia
  - Una Ragazza per il Cinema
  - Miss Italia nel mondo
  - Miss Padania
  - Miss Ondina Sport
- Kosovo
  - Miss Universo Kosovo[52]
  - Miss Kosovo
- Lettonia
  - Miss Lettonia[53]
- Lituania
  - Miss Lituania[54]
- Lussemburgo
  - Miss Lussemburgo[55]
- Macedonia del Nord
  - Mis na Makedonija
- Malta
  - Miss Malta
  - Miss Mondo Malta[56][57]
- Moldavia
  - Miss Moldavia
- Montenegro
  - Miss Crne Gore
- Monaco
  - Miss Monaco
- Paesi Bassi
  - Miss Paesi Bassi[58]
- Norvegia
  - Frøken Norge
- Polonia
  - Miss Polonia
  - Miss Polski
- Romania
  - Miss Universe Romania[59]
- Russia
  - Miss Russia
- San Marino
  - Miss San Marino
- Serbia
  - Miss Serbia
- Slovacchia
  - Miss Slovacchia
- Slovenia
  - Miss Universo Slovenia
  - Miss Slovenia[60]
- Spagna
  - Miss Spagna
- Svezia
  - Miss Universo Svezia[61]
  - Miss Svezia
  - Nya Fröken Sverige
- Svizzera
  - Miss Svizzera
- Turchia
  - Miss Turchia
- Ucraina
  - Miss Ucraina Universo[62]
  - Miss Ucraina
  - Miss Ucraina Terra
- Regno Unito
  - Miss Universo Gran Bretagna[63]
  - Miss Regno Unito
    -  Miss Inghilterra
    -  Miss Scozia
    -  Miss Galles
    -  Miss Irlanda del nord

  - Miss Gran Bretagna

#### Asia
- Bhutan
  - Miss Bhutan[64]
- Cina
  - Miss Universo Cina
  - Miss Mondo Cina
- Hong Kong
  - Miss Hong Kong
  - Miss Chinese International
- India
  - I Am She – Miss Universo India
  - Miss India
- Indonesia
  - Puteri Indonesia[65]
  - Miss Indonesia
- Israele
  - Miss Israele
- Giappone
  - Miss Universo Giappone
  - Miss Giappone
  - Japan Bishojo Contest
- Kazakistan
  - Miss Kazakistan
- Corea del Sud
  - Miss Corea
- Libano
  - Miss Libano
- Malaysia
  - Miss Malesia
- Mongolia
  - Miss Mongolia
- Nepal
  - Miss Nepal
  - Miss Teen Nepal
- Filippine
  - Binibining Pilipinas
  - Miss FilippineTerra
  - Miss Mondo Filippine
- Singapore
  - Miss Universo Singapore
- Sri Lanka
  - Miss Universo Sri Lanka
- Taiwan
  - Miss Taiwan
- Thailandia
  - Miss Thailandia Universo
  - Miss Thailandia Mondo
  - Miss Thailandia
  - Miss Grand Thailandia
- Tibet
  - Miss Tibet
- Vietnam
  - Miss Universo Vietnam
  - Miss Vietnam Mondo
  - Miss Vietnam

#### Oceania
- Australia
  - Miss Universo Australia[66]
  - Miss Mondo Australia[67]
  - Miss International Australia Quest[68]
- Isole Cook
  - Miss Isole Cook[69]
- Guam
  - Miss Guam Universo[70]
  - Miss Terra Guam
- Nuova Caledonia
  - Miss Nuova Caledonia[71]
- Nuova Zelanda
  - Miss Universo New Zealand[72]
  - Miss World Nuova Zelanda[73][74]
  - Miss Terra Nuova Zelanda[73][75]
- Isole Marianne Settentrionali
  - Miss Isole Marianne Settentrionali
- Tahiti (Polinesia francese)
  - Miss Tahiti[76]
  - Miss Polinesia francese[77]

#### Africa
- Angola
  - Miss Angola[78]
- Botswana
  - Miss Botswana
  - Miss Botswana[79]
- Camerun
  - Miss Camerun[80]
- Egitto
  - Miss Egitto
- Etiopia
  - Miss Universo Ethiopia
  - Miss Ethiopia Mondo
- Ghana
  - Miss Ghana
- Kenya
  - Miss Kenya
- Mauritius
  - Miss Mauritius[81]
- Namibia
  - Miss Namibia[82]
- Nigeria
  - Most Beautiful Girl in Nigeria
  - Miss Nigeria
  - Miss Terra Nigeria[83]
- Sudafrica
  - Miss Sudafrica[84]
- eSwatini
  - Miss Swaziland[85]
- Tanzania
  - Miss Tanzania
- Togo
  - Miss Togo[86]
- Zambia
  - Miss Zambia[87]
- Zimbabwe
  - Miss Zimbabwe[88]

Stati non più esistenti
- Cecoslovacchia (prima del 1992)
  - Miss Cecoslovacchia
- Serbia e Montenegro (prima del 2006)
  - Miss Serbia e Montenegro
- Jugoslavia (prima del 2002)
  - Miss Jugoslavia
- USSR (prima del 1991)
  - Miss USSR

## Concorsi maschili

### Concorsi internazionali
- Manhunt International
- Mister International
- Mister Gay Europa
- Mister Universe Model

### Concorsi continentali e regionali
- America Latina

### Concorsi nazionali

#### Americhe
America del Nord
- Messico
  - El Modelo México
- Stati Uniti
  - Mister USA

Caraibi
- Porto Rico
  - Misters of Puerto Rico

America del Sud
- Brasile
  - Mister Brazil
- Venezuela
  - Mister Venezuela

#### Africa
- Egitto
  - Mister Egypt

#### Europa
- Belgio
  - Mister Belgio
- Finlandia
  - Mister Finlandia
- Francia
  - Mister Francia[89]
- Germania
  - Mister Germania
- Irlanda
  - Mister Irlanda
  - Mister Gay Ireland
- Italia
  - Mister Italia
  - Il più bello d'Italia
  - Il Bellissimo D'Italia
  - Mister Gay Italia
- Spagna
  - Mister Spagna
  - Mister Nazione Catalana
- Svezia
  - Mister Svezia[90]
  - Mister Gay Svezia
- Regno Unito
  - Mister Regno Unito
  - Mister Gay Regno Unito

#### Asia
- Hong Kong
  - Mister Hong Kong
- Indonesia
  - L-Men of The Year
  - Mister Indonesia
- Libano
  - Mister Libano
- Nepal
  - Mister Nepal
- Filippine
  - Mister Filippine
  - Ginoong Filipinas
  - Mister Gay Filipinas
- Singapore
  - Mister Singapore
- Vietnam
  - Mister Vietnam

## Altri concorsi

### Concorsi femminili e maschili
- Miss & Mister Deaf World

### Concorsi transgender
- Miss International Queen[91]